# 宇井可道
宇井 可道（うい よしみち、天保8年8月26日（1837年9月25日） - 1922年（大正11年）12月10日）は日本の国学者、歌人、民俗学者。紀伊国牟婁郡上三栖村庄屋・村長、紀伊田辺藩貧院頭取、和歌山県西牟婁郡職員、田辺銀行支配人。熊代繁里に国学を学び、晩桜社を主催し、郷土の民話を採取した。

## 経歴

### 上三栖村庄屋・村長
天保8年（1837年）8月26日紀伊国牟婁郡上三栖村に生まれた。弘化4年（1847年）5月坂本弥平や兄勝之助に習字、児島熊仙に漢籍を学んだ。安政4年（1857年）8月兄が死去すると、10月嗣子となり、文久元年（1861年）4月上三栖村庄屋に就任した。
慶応3年（1867年）1月紀伊田辺藩士熊代繁里に入門し、明治5年（1872年）4月まで田辺まで2里の道程を通学し、国学・和歌を学んだ。
明治2年（1869年）11月庄屋が廃止され、上三栖村長・下三栖村上組村長に任命された。この時藩に「寺院合併建白書」を提出するも、却下された。明治3年（1870年）4月上三栖村長を辞職し、明治4年（1871年）2月田辺藩貧院頭取。4月上三栖村長に復帰し、下三栖村上組村長を兼任したが、8月再び上三栖村長を辞職し、長瀬村長に転じた。明治5年（1872年）3月貧院は廃止された。

### 大区小区制
明治5年（1872年）7月和歌山県第7大区3小区戸長、1873年（明治6年）3月第7大区副区長。1874年（明治7年）3月中三栖村外5ヶ村の寺社を借りて小学校を開設し、教部省の命で権訓導を兼務した。11月第7大区3小区長となり、1875年（明治8年）1月和歌山県第22番中学区取締を兼務した。1876年（明治9年）3月地租改正調査係顧問となり、1877年（明治10年）11月権訓導を辞任した。

### 西牟婁郡
1879年（明治12年）2月西牟婁郡書記となり、田辺町下屋敷に移住した。田所八穂蔵が所有していた『田辺万代記』を参考に、1880年（明治13年）2月山林沿革史、5月水産沿革史を編纂した。1883年（明治16年）1月東牟婁郡書記に転じて役所事務を整理し、3月西牟婁郡に帰任した。1886年（明治19年）9月西牟婁郡役所第2科長となり、1892年（明治25年）10月第1科長に転じ、1899年（明治32年）12月第2科長を兼務し、1900年（明治33年）6月第2科長に復帰した。
1889年（明治22年）8月紀和水害で会津川が決壊し、自身も被災しながら被災者救済に尽力した。この頃、繁里同門の多屋梅窓・那須宗道・那須宗正・湯川暢等と晩桜社を結成し、毎月歌会を開催した。1896年（明治29年）高崎正風が湯崎温泉に来訪し、歌道について教えを受けた。

### 晩年
1901年（明治34年）2月田辺銀行支配人に就任したが、1902年（明治35年）3月辞職し、専ら和歌を嗜んだ。1903年（明治36年）2月家督を養子宇井縫蔵に譲って隠居した。1912年（大正元年）晩桜社を良璞社と改称した。
1922年（大正11年）3月腎臓を患い、一旦快復するも、11月病床に伏し、12月10日午後5時死去し、12日午後3時田辺町法輪寺に葬られた。同月東宮行啓のために起草した「くまの路やさかゆく御代の春にあふ青人草も花に咲くらむ」が絶筆となった。法名は璞慶院快𥑻量正居士。

## 改名
幼名は三平。安政4年（1857年）嗣子となった際に国助と称し、万延元年（1860年）9月諱を可道とした。明治2年（1869年）8月「助」字の禁令に伴い八十八郎と改称し、明治5年（1872年）八十一郎と改めた。1898年（明治31年）3月戸籍名を諱の可道に改名した。

## 著書

### 『璞屋随筆』
死後、養子宇井縫蔵が遺稿のうち散文を編集したもの。1936年（昭和11年）謄写印刷により知人に頒布した。田辺市立図書館所蔵。1925年（大正14年）雑賀貞次郎が柳田国男に一部を紹介して『山の人生』に言及され、民俗部分の出版を促されたが、未だ全体の公刊はされていない。
1. 「神武天皇御東征順路考」 - 1899年（明治32年）『大八洲雑誌』連載[13]。
2. 「浪乃藻屑」 - 1890年（明治23年）頃作[14]。
3. 無題[10]
「牟婁温泉考」「熊野沿革大意」「万葉集略解―御歌二首について」「蟻の熊野参りといふ事」「熊野九十九王子の事」「置鹿火の説」「さきくさについて祈雨のこと」「流行言葉」「無礼の言葉」「夔頭の亀」「逆鱗といふ事」「死去の名詞」「実名を呼ぶを無礼とする事」[10]
4. 「牟婁郷名勝誌」[10]
5. 「女百人一首」 - 1910年（明治43年）作[14]。
6. 「悲哀百人一首」 - 1910年（明治43年）頃作[14]。
7. 無題[10] - 1907年（明治40年）頃成立[15]。
「天狗の説」「狐の説」「兵生の松若が事」「こへびのふしぎ」「つばめのままはは」「海幽霊」「安珍清姫が事」「清水浜臣が遊京漫録に白髪畑の怪」「白魚飯」「杜氏酒と美味と換」「織さん月代といふ事」「犬の奇事」「かしらんぼう（カシャンボ[16]）の説」「鳥が蛇を取りたる事」「人死したる時最愛の子をとふ事」「蛇の事」「猿の事」「狐に学問したる事」「小出五郎右衛門狸をとらへし話」「大酒大食の話」「強盗早房弥助」「鼬五郎」「長瀬村音五郎」「滑稽の縊死人」「餓鬼に付かるるといふ事」「玉獅子」「山家屋猶次郎が頓智の事」「仙境疱瘡伝播」「玉置縫殿が事」「大地震の事」「与力の事」「彗星の事」「こぼちといふ事」「歌よみて虜にせられたる話」[17]
8. 無題[10] - 1904年（明治37年）頃作[14]。
「花に落花すると萎凋するとの別ある事」「古歌を詠ずる事」「定家郷秋夕歌の事」「六玉川とて世にもてはやす歌」「長歌よみはじめたるゆゑよし」「大弐の三位が歌」「類題和歌編輯論」「南茂樹があつめたる歌会の判詞書をはりて」「四季のはなし」「擬軍歌作歌」「盆石の歌」「塩田久平が製造する煎餅に鉛山の絵図または七境五景などゑがくとて歌をこひければ」「朝ぼらけの説」「先師二十年祭記事」「岡本梅園が還暦の賀の歌の序」「一首十体の口訳」「歌詠みて罪を免るる事」「橋村淳風との贈答」「和歌御会始の事」「はてとはさとの思ひちがひ」「松原久之が釣の歌非難を受けたるにつきて」「歌話片々」「岩代国吉津市次郎がこへる五ノ井喜八翁八十八賀歌巻序」「小野篁被流隠岐国時続和歌ノ説」[13]
9. 無題[10]
「水害記事」「戸籍及種族の改称」「宝鐸」「七度半の使」「高山寺多宝塔勧化の事」「慶長六年辛丑正月浅野左衛門佐知行村高写」「千里浜遠干潟となる事」「橋杭岩に埋没御影石事」「馳走といふ事」「杜鵑」「白蔵主の説」「干支の事」「弁慶が書きたる制札」「人の癖」「浦島子」「三品家に伝はりし家康公短冊の事」「閻浮の事」「熊野坐神社祭礼の歌」「賀茂真淵翁新学の説」「万葉集の事」「藤白鈴木氏の事」「越路の旅」[13]
10. 「西塔武蔵坊弁慶事跡考」[10]
11. 「我が家の由緒」[10]
12. 無題[10]
「大酒をいましむ」「述懐」「春情有花鳥」「山水の画に題す」「除夜」「避暑」「富田川堤防復旧工事竣成式に」「野分」「新年継母の忌にこもりて」「癖」「筆」「慾ふかき筆売のはなし」「扇」「七草」「多屋梅窓葬場祭詞」「小山安吉還暦の賀に寄山祝はしがき」「湯川暢が病中によめる歌のはしがき」「那須宗道葬場祭詞」「貝桶の説」「尚歯会の記」「擬軍歌今様数篇」「高崎正風氏帰京の後差越されたる歌」「小松内大臣と北条泰時」[13]

### 『璞屋集』
縫蔵が遺稿のうち韻文を編集したもの。1923年（大正12年）初編、1931年（昭和6年）第2編刊。慶応3年（1867年）から1922年（大正11年）までに詠んだ短歌約12,300首のうち1,835首、長歌127首のうち20首、旋頭歌67首のうち17首、今様歌40首のうち12首、紀行文1章を収録する。
- 「蛭子の旅」 - 1902年（明治35年）田辺銀行を辞職後、4月高野・吉野・奈良・伊勢・京都等を旅した紀行[5]。

### その他
- 「汽車の旅」 - 1908年（明治41年）5月北陸を旅した紀行[5]。
- 『紀伊国和歌集』 - 『紀伊続風土記』から和歌を抜粋し、他の歌を追加したもの[13]。
- 『三十六人撰後六口撰新三十六人撰に対する愚按評及秀歌』[13]
- 『豊太閤論』[13]
- 『おそ桜集』 - 晩桜社で詠まれた歌集[6]。
- 『和歌山県第七大区三小区役員進退録』　 - 田辺市立図書館所蔵[11]。

## 栄典
- 1898年（明治31年）6月 勲八等瑞宝章[5]
- 1899年（明治32年）従八位[5]

## 家族
本姓は穂積氏。
- 父：宇井多右衛門（豊成、泰四郎） - 1885年（明治18年）9月病没[5]。
- 母：真砂氏 - 文久元年（1861年）10月病没[5]。
  - 兄：勝之助 - 安政4年（1857年）8月病没[5]。
- 先妻：とら（於虎） - 岩田村立（たち）福田庄八次女[16]。文久2年（1862年）結婚[16]、1877年（明治10年）離縁[16]。
- 後妻：多美（民枝）[18]
  - 長女：知可子 - 1881年（明治14年）9月29日生[19]。1900年（明治33年）東京裁縫女学校卒[20]。第8子三男出産から5日後の1917年（大正6年）3月23日[19]、産褥熱で死去[21]。
  - 次女[18]
  - 三女[18]
  - 養子：宇井縫蔵 – 岩田村立滝浪初右衛門次男[18]。1898年（明治31年）知可子と入籍[20]。岩田尋常小学校校長[20]、田辺高等女学校教師[21]、関西工学校教務主任[3]。